# Mecz
Mecz (ang. match) – podstawowa wielkość rozgrywki w wielu sportach.
Mecze limitowane są czasem lub różnicą zdobytych punktów zgodnie z regulaminem danej dyscypliny sportu i oceniane są przez sędziego lub ich kolektyw.
Mecz składa się zazwyczaj z mniejszych części. Sam natomiast jest częścią większych rozgrywek np. mistrzostw kraju, mistrzostw kontynentu, mistrzostw świata, pucharów, igrzysk olimpijskich, spartakiad.
Ze względu na liczbę zawodników rozróżniamy mecze indywidualne i drużynowe, zwane czasami zespołowymi.
Kilka przykładowych sportów w których rozgrywane są mecze:
- brydż;
- boks – mecz składa się z walk (pojedynków), walki dzielą się na rundy;
- hokej na lodzie – mecz składa się z trzech tercji;
- hokej na trawie;
- koszykówka – mecz to cztery kwarty;
- lekkoatletyka – punktuje się miejsca zawodników we wszystkich konkurencjach;
- piłka nożna – mecz to dwie połowy, czasami dogrywka i rzuty karne;
- piłka ręczna;
- siatkówka – do trzech wygranych setów;
- szachy;
- snooker – mecz podzielony jest na frejmy;
- tenis stołowy;
- tenis – do dwóch lub trzech wygranych setów, sety składają się z gemów;
- gry komputerowe – w zależności od etapu rozgrywek do dwóch lub trzech wygranych map;
- unihokej
- żużel